# Pamplin Music
Pamplin Music est un label discographique indépendant américain de musique chrétienne, rock chrétien, gospel et musique country. Il est fondé en 1995 et disparu en 2001. Il est principalement connu du grand public pour avoir sorti, via son sous-label Red Hill Records, le premier album de la jeune Katy Hudson, désormais plus connue sous le nom de Katy Perry.

## Histoire
Le label est une sous-unité de Pamplin Entertainment et, à son tour, de Pamplin Communications, qui était déjà établi sur le marché des médias chrétiens par le biais de librairies et de produits vidéo,.
Pamplin Music déclare avoir réalisé des bénéfices en 1999 et figurer parmi les cinq premiers labels de musique chrétienne. Malgré cela, Pamplin ferme ses portes à la fin de l'année 2001, mettant un terme à ses activités de production et de distribution..
Pamplin se concentrée sur les segments de marché de la pop, du soft rock et du RnB. Pour les autres segments, elle fait appel à des sous-livres. Pour les autres segments, elle a utilisé des sous-labels. Red Hill Records, créé en 2000 et dirigé par Dan Michaels (selon Billboard), se concentrait sur la musique électronique et la pop et s'adressait généralement au marché des jeunes. Organic Records était leur label pour les artistes de rock alternatif et moderne. Cathedral Records et Crossroads s'adressaient aux segments de marché du gospel. Cathedral ne s'est pas rapproché des autres sous-labels et a établi une distribution par l'intermédiaire de New Day Distribution.

## Artistes
- Acquire the Fire
- Billy Batstone
- Charles Billingsley
- Church of Rhythm
- The Darrins
- Jody Davis
- John Elefante
- Rick Elias
- Scott Faircloff
- Five O'clock People
- Vestal Goodman
- Natalie Grant
- Tracy Harris
- Timothy James Meaney
- Nikki Leonti
- Lloyd
- Sara Paulson
- Phatfish
- Sierra
- Solomon's Wish
- SpinAround
- Melissa Tawlks
- The Truth
- Two or More
- Jenni Varnadeau

### Organic Records
- Bride
- The Channelsurfers (aussi connu sous le nom de The Channel Surfers)
- The Corbans
- The Frantics
- Human
- Jesus Music
- Mayfair Laundry
- Sappo
- Say-So
- Scarecrow and Tinmen
- Split Level
- Aaron Sprinkle
- Spy Glass Blue
- Stereo Deluxx
- This Train
- Dale Thompson
- Tragedy Ann

### Red Hill et Audience
- Ash Mundae
- Aurora
- The Echoing Green
- Katy Hudson (Katy Perry) : Katy Hudson.
- Kindrid Three
- Jason Ingram Band
- Everett Darren
- Selena Bloom
- Moriah